# Alchemilla loxotropa
Alchemilla loxotropa é uma espécie de rosácea do gênero Alchemilla, pertencente à família Rosaceae.